# John Drayton

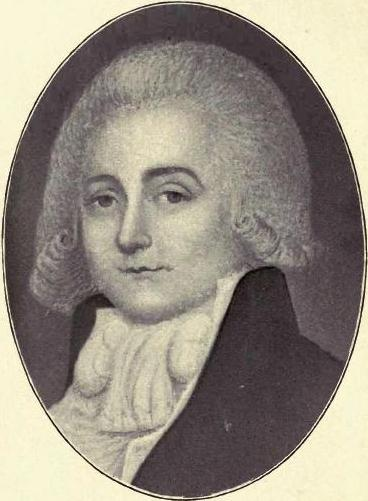
John Drayton

John Drayton (* 22. Juni 1766 bei Charleston, Provinz South Carolina; † 27. November 1822 ebenda) war ein US-amerikanischer Politiker und Gouverneur des Bundesstaates South Carolina. Außerdem fungierte er als Bundesrichter am Bundesbezirksgericht für den Distrikt von South Carolina.

## Frühe Jahre und politischer Aufstieg
John Drayton wurde nahe Charleston auf der Plantage „Drayton Hall“ geboren. Er besuchte zunächst das College of New Jersey, die heutige Princeton University, und studierte anschließend in London Jura. Im Jahr 1807 studierte er an der von ihm mitbegründeten University of South Carolina. Seine politische Laufbahn begann im Jahre 1792, als er in das Repräsentantenhaus von South Carolina gewählt wurde. Er behielt sein Mandat bis 1798, als er zum Vizegouverneur unter Edward Rutledge gewählt wurde. Nach dessen Tod im Januar 1800 musste Drayton das Amt des Gouverneurs übernehmen. Er beendete zuerst die angebrochene Amtszeit seines Vorgängers und wurde dann im Herbst des Jahres 1800 selbst für zwei Jahre zum Gouverneur gewählt. Politisch gehörte er der Demokratisch-Republikanischen Partei von Thomas Jefferson an.

## Gouverneur von South Carolina
Drayton absolvierte zwei nicht zusammenhängende Amtszeiten. Die erste Phase begann am 23. Januar 1800 nach Rutledges Tod und dauerte bis zum 1. Dezember 1802. In dieser Zeit wurde der Santee-Kanal fertiggestellt. Im Jahr 1801 wurde das South Carolina College gegründet, aus dem später die University of South Carolina hervorging. Außerdem wurde die Aufteilung South Carolinas in verschiedene juristische Bezirke verwirklicht. Die Verfassung des Landes erlaubte keine unmittelbare Wiederwahl nach dem Ende einer vollen Legislaturperiode. Aus diesem Grunde konnte er 1802 nicht zur Wiederwahl antreten. Stattdessen saß er von 1805 bis 1808 im Senat von South Carolina, ehe er erneut zum Gouverneur gewählt wurde. Seine neue Amtszeit begann am 10. Dezember 1808 und endete genau zwei Jahre später am 10. Dezember 1810. In dieser Zeit setzte er sich für die Verbesserung des Schulwesens ein. Außerdem wurde das Wahlrecht auf alle weißen Männer in South Carolina ausgeweitet, unabhängig von dem Status oder dem Reichtum der Person.
Gleichzeitig wurde das System der Sklaverei noch fester verankert. Eine Liberalisierung dieses Systems wurde gesetzlich verboten. Mittlerweile war die aufblühende Wirtschaft des Staates von dieser Institution abhängig geworden. Die wichtigsten Erzeugnisse wie Baumwolle, Reis, Zucker und ähnliche landwirtschaftliche Produkte konnten nur mit Hilfe von Sklaven gepflanzt und geerntet werden. Diese Entwicklung setzte sich noch bis zum Beginn des Bürgerkrieges weiter fort.

## Weiterer Lebenslauf
Nach dem Ende seiner Amtszeit wurde Drayton im Jahr 1812 von Präsident James Madison als Nachfolger von Thomas Bee zum Richter am United States District Court for the District of South Carolina ernannt. Dieses Amt bekleidete er bis zu seinem Tod im Jahr 1822. Sein Richtersitz fiel dann an Thomas Lee. Er war mit Hester Rose Tidyman verheiratet, das Paar hatte sieben Kinder.